# Bob Pettit
Robert "Bob" Lee Pettit Jr. (nascido em 12 de dezembro de 1932) é um jogador de basquete profissional aposentado americano. Ele jogou 11 temporadas na NBA, todas com o Milwaukee / St. Louis Hawks (1954–1965). Ele foi o primeiro a receber o prêmio de MVPs da NBA. Ele também ganhou quatro vezes o prêmio de MVP do All-Star Game. Pettit foi introduzido no Naismith Memorial Basketball Hall of Fame em 1970.

## Primeiros anos
A carreira de Pettit no basquete teve um começo humilde. Na Baton Rouge High School, ele foi cortado do time de basquete tanto no primeiro quanto no segundo ano. Ele jogou basquete na liga da igreja no segundo ano e cresceu cinco centímetros em menos de um ano. Seu pai, xerife de East Baton Rouge Parish (1932–1936), incentivou-o a praticar no quintal da casa até que ele melhorasse suas habilidades. Funcionou: Pettit se tornou titular e entrou para a equipe de preparação da escola.
Em seu último ano, ele levou Baton Rouge High ao seu primeiro título estadual em mais de 20 anos. Pettit foi então selecionado para jogar em um jogo All-Star em Murray, Kentucky.

## Carreira universitária
Após o colegial, Pettit recebeu ofertas de bolsas de estudos de 14 universidades, mas aceitou uma bolsa para jogar na Louisiana State University (LSU).

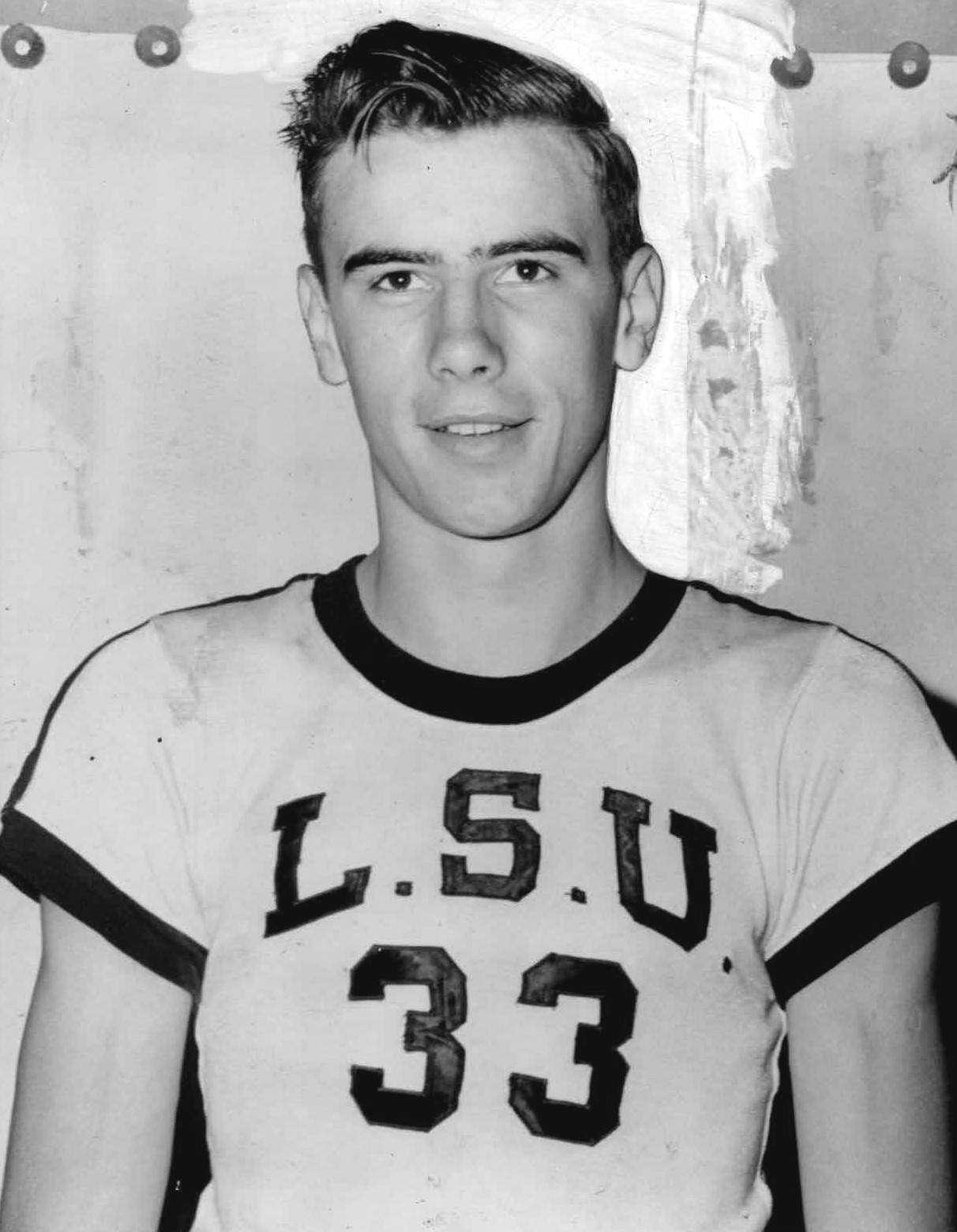
Pettit em 1951

Pettit fez sua estreia em LSU em 1952. Ele liderou a SEC em pontuação pela primeira de três temporadas consecutivas, com média de 25,5 pontos por jogo. Ele ficou em terceiro lugar no país em pontuação e também teve uma média de 13,1 rebotes por jogo, ajudando seu time a chegar a um recorde de 17-7.
Durante seu terceiro ano, Pettit ajudou os Tigers a ter apenas uma derrota (para Tulsa) nos 23 jogos da temporada regular. Eles conquistaram o segundo título da SEC de LSU (o primeiro veio em 1935) e a primeira vaga no Final Four do Torneio da NCAA. Ele obteve uma média de 24,9 pontos e 13,9 rebotes por jogo na temporada de 1953.
Pettit teve uma média de 31,4 pontos e 17,3 rebotes por jogo durante seu último ano e mais uma vez levou LSU ao título da SEC. Ele estabeleceu um recorde de pontuação na SEC de 60 pontos contra Louisiana College em seu segundo jogo da temporada e também o recorde da SEC em média de pontuação, com ambos os recordes sendo quebrados por Pete Maravich. Pettit também foi o segundo jogador na história do basquete universitário com uma média de mais de 30 pontos por jogo.
Em 1954, seu número 50 foi aposentado na LSU. Ele foi o primeiro atleta dos Tigers em qualquer esporte a receber essa distinção. Em 1999, ele foi nomeado Living Legend for LSU (Lenda viva de LSU) no Torneio da SEC. Ele é membro do Hall of Fame da LSU.

## Carreira profissional

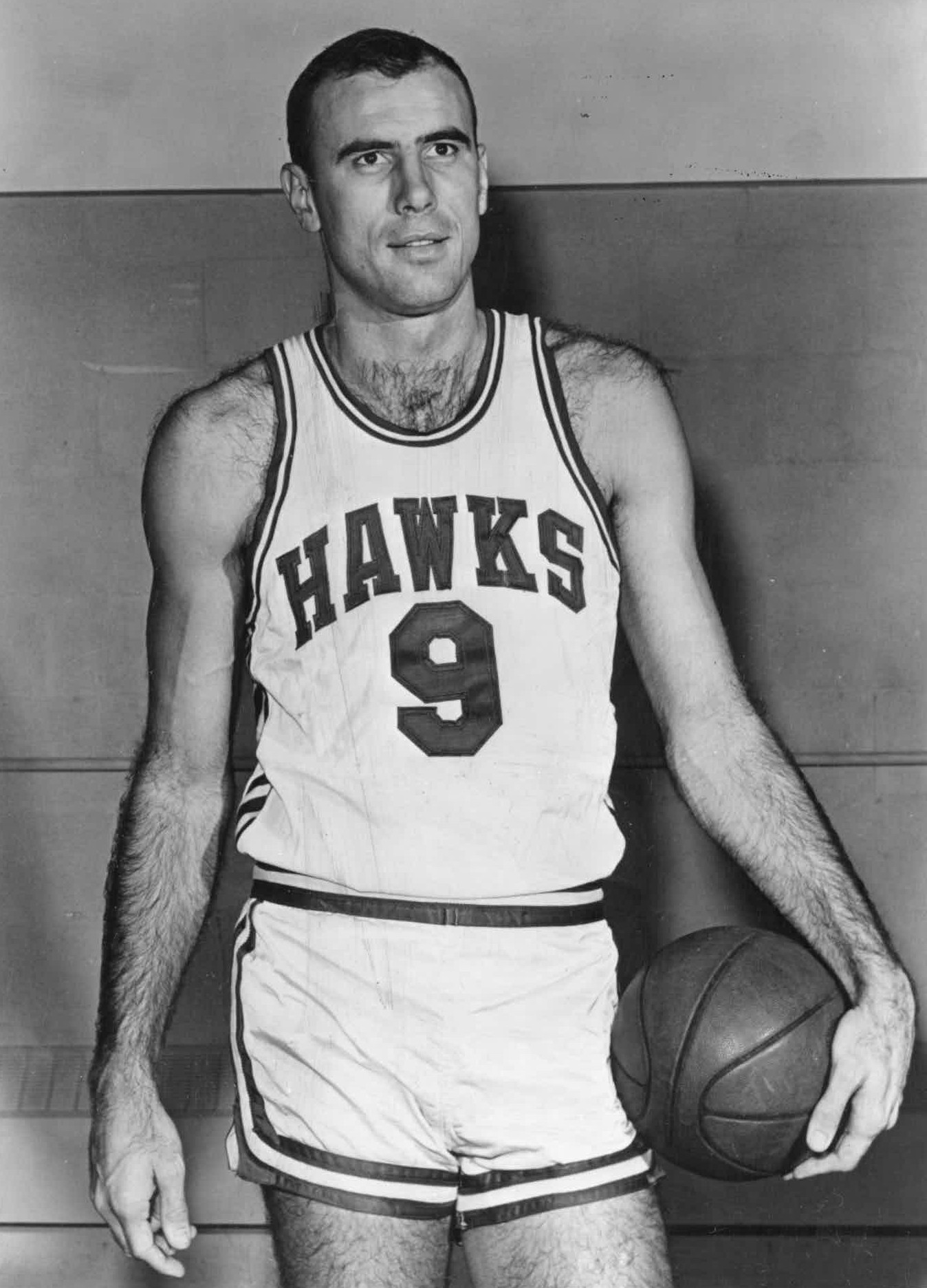
Pettit em 1961

Em 1954, o Milwaukee Hawks selecionou Pettit como a segunda escolha geral no Draft da NBA de 1954. Com $ 100 no banco, ele assinou um contrato com o proprietário do Hawks, Ben Kerner, por $ 11.000 - um recorde histórico para um novato da NBA na época.
O manuseio desajeitado da bola de Pettit e a falta de força para enfrentar os adversário da NBA no início de sua carreira fizeram com que o técnico dos Hawks, Red Holzman, o movesse da posição de Pivô, sua posição em LSU, para a posição de Ala-pivô em seu primeiro campo de treinamento. "Na faculdade, joguei como pivô", disse ele em uma entrevista à revista SPORT de abril de 1957. "Estava de costas para a cesta. Nos profissionais, estou sempre fora do garrafão. Tudo o que faço é enfrentar a cesta agora. Essa foi minha principal dificuldade de ajuste, o fato de nunca ter jogado desse jeto antes."

### Temporada de 1954-55
Embora muitos estivessem céticos sobre a transição de Pettit da universidade para a NBA, em 1955 ele ganhou o prêmio de Novato do Ano da NBA após uma média de 20,4 pontos e 13,8 rebotes por jogo. Ele se tornou o segundo novato a ganhar todas as honras da NBA, mas a equipe terminou em último na Divisão Oeste.
Após a temporada, os Hawks se mudaram para St. Louis.

### Temporada de 1955-56
Ele ajudou os Hawks a melhorar durante seu primeiro ano em St. Louis ao vencer 33 jogos da temporada de 1955-56. Em sua segunda temporada, Pettit ajustou seu jogo para chegar à linha de lance livre e realizar pontos fáceis para seu time. Sendo um reboteiro ofensivo fenomenal e um artilheiro instintivo, ele disse ao historiador de basquete, Terry Pluto, que "rebotes ofensivos valeram de oito a 12 pontos por noite para mim. Então eu teria outros oito a 10 na linha de lance livre. Tudo que eu tinha a fazer era dar alguns arremessos e eu estava a caminho de uma boa noite."
Pettit conquistou seu primeiro título de pontuação com uma média de 25,7 e liderou a liga em rebotes (média de 16,2). Ele também foi nomeado MVP do NBA All-Star Game de 1956, após registrar 20 pontos, 24 rebotes e 7 assistências; ele ganharia as honras subsequentes de MVP do All-Star Game em 1958, 1959 e 1962. Ele também ganhou seu primeiro de dois prêmios MVP da NBA (o outro foi em 1959).

### Temporada de 1956-57

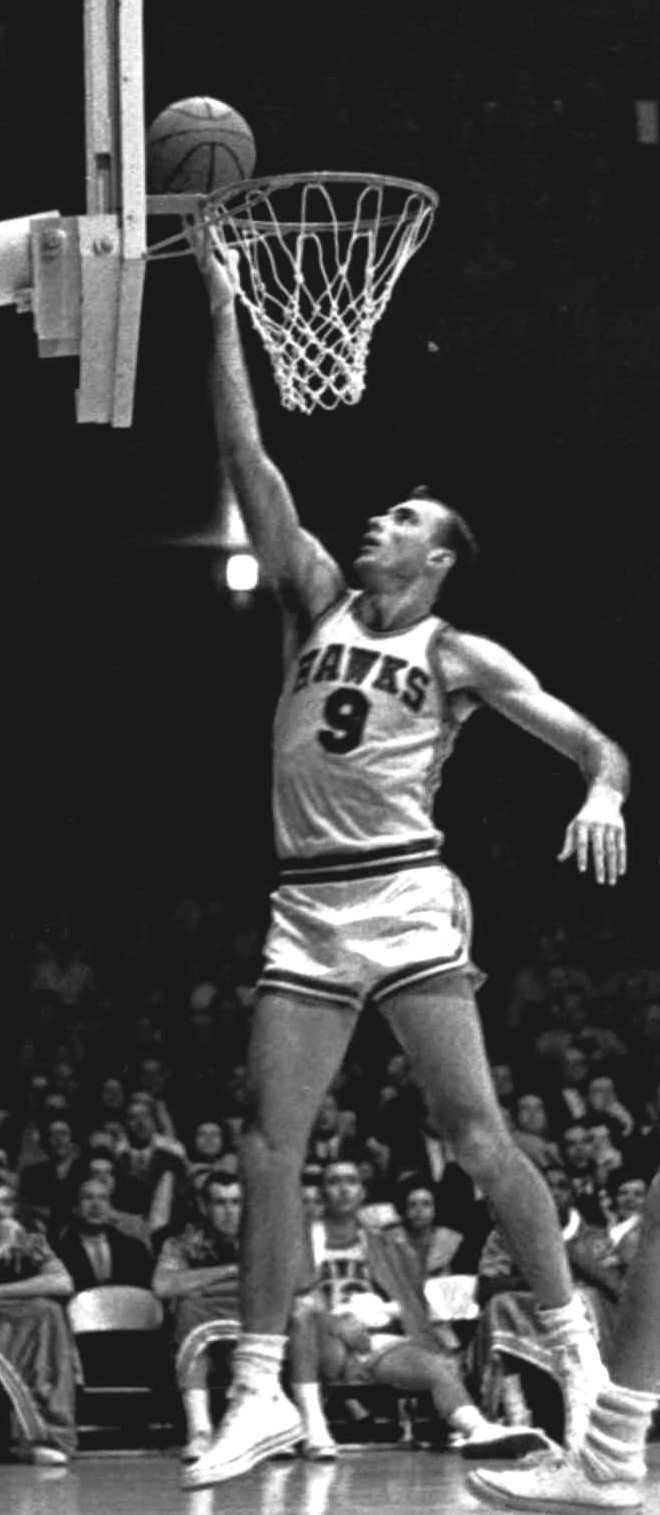
Pettit em 1957

Antes da temporada de 1956-57, os Hawks adquiriram Ed Macauley e o novato Cliff Hagan do Boston Celtics em troca dos direitos de draft de Bill Russell. A equipe contratou o armador Slater Martin vindo do New York Knicks, enquanto Alex Hannum chegou algumas semanas depois, após ser dispensado pelo Fort Wayne Pistons. Hannum se tornou o terceiro técnico do time naquela temporada, assumindo como jogador-treinador faltando 31 jogos para o fim da temporada.
Um recorde de 34-38 na temporada regular, uma série de jogos decisivos de desempate contra os Pistons e uma varredura de três jogos do Minneapolis Lakers, os colocaram nas finais da NBA. No jogo 1 das Finais da NBA de 1957 no Boston Garden, Pettit marcou 37 pontos e os Hawks ganharam do Boston Celtics após uma prorrogação dupla. Pettit fez a cesta vencedora do terceiro jogo em St. Louis. Seus dois lances livres faltando seis segundos para o fim do Jogo 7 forçaram a prorrogação, mas os 39 pontos e 19 rebotes em 56 minutos dele não foram suficientes para vencer um jogo de prorrogação dupla. Pettit teve uma média de 29,8 pontos e 16,8 rebotes por jogo durante os playoff de 1957.

### Temporada de 1957-58
Um recorde da franquia de 41 vitórias e um título da divisão permitiram aos Hawks voltar a enfrentar os Celtics nas Finais da NBA de 1958. Pettit levou os Hawks ao título da NBA com um recorde de 50 pontos na vitória no Jogo 6. Ambas as equipes se enfrentariam mais tarde nas finais de 1960 e 1961, com Boston vencendo todas as vezes. 

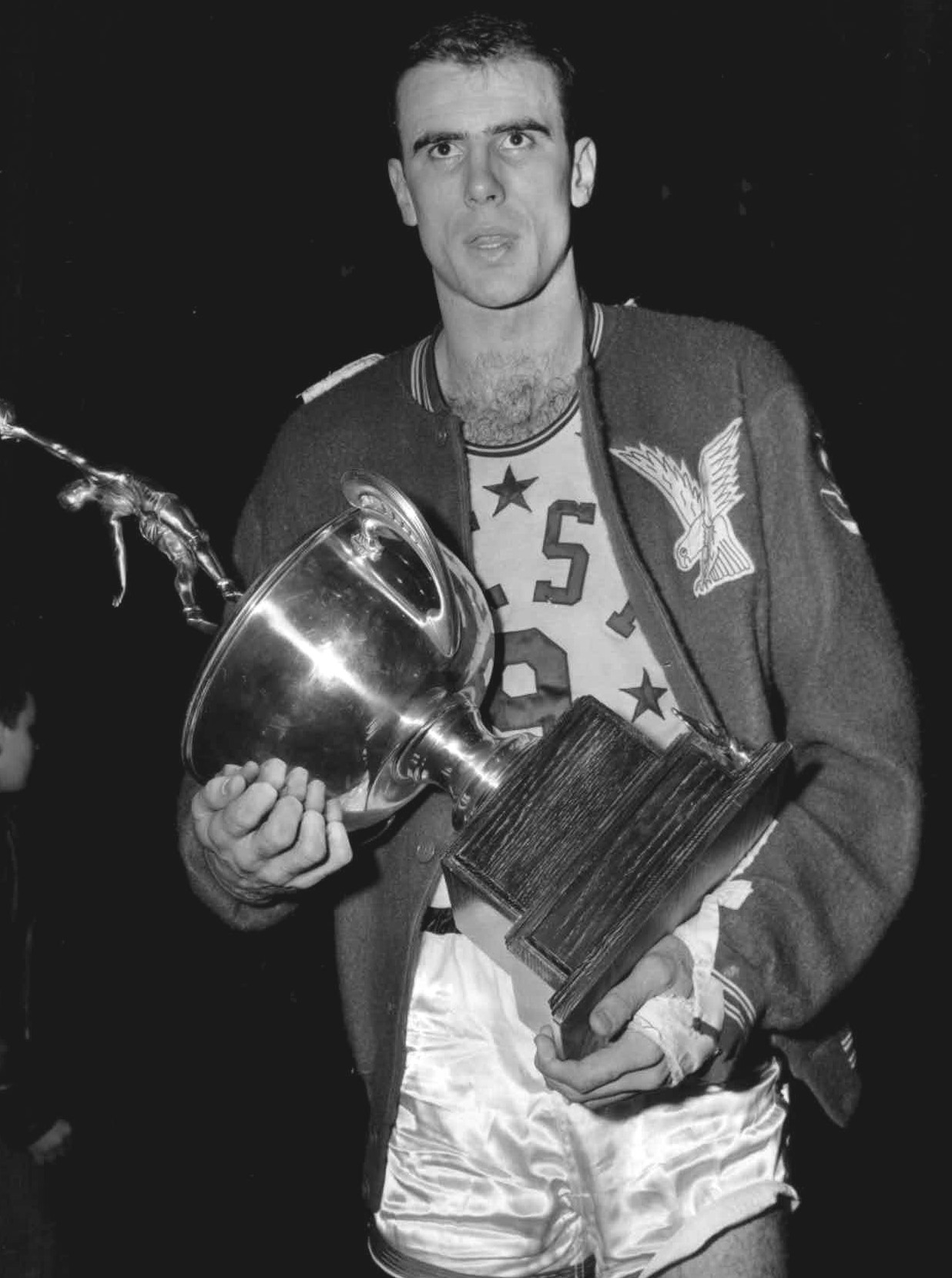
Pettit em 1958 após ser nomeado MVP do All-Star Game

Nessa temporada, Pettit teve médias de 24,6 pontos e 17,4 rebotes, e ganhou o prêmio de MVP do All-Star Game com um desempenho que incluiu 28 pontos e 26 rebotes.

### Temporada de 1958-59
St. Louis terminou no topo da Divisão Oeste em cada uma das três temporadas seguintes. A média de pontuação de Pettit de 29,2 pontos por jogo na temporada de 1958-59 foi um recorde da NBA na época, e ele foi nomeado o MVP da NBA pela Sporting News.
Nessa temporada, os Hawks foram eliminados pelos Lakers na final de divisão.

### Temporada de 1960-61
Na temporada de 1960-61, Pettit teve uma média de 27,9 pontos e 20,3 rebotes por jogo, tornando-o um dos únicos cinco jogadores a quebrar a barreira dos 20 rebotes por jogo. Ele, junto com Wilt Chamberlain e Jerry Lucas, são as únicas três pessoas que tiveram uma média de mais de vinte pontos e vinte rebotes em uma temporada da NBA.
Em 18 de fevereiro de 1961, Pettit marcou o recorde de sua carreira de 57 pontos e 28 rebotes na vitória por 141-138 sobre o Detroit Pistons.

### Temporada de 1961-62
Na temporada seguinte, ele marcou a melhor marca da sua carreira, 31,1 pontos por jogo, mas os Hawks caiu para a quarta colocação na divisão e não foi para os playoffs.

### Aposentadoria

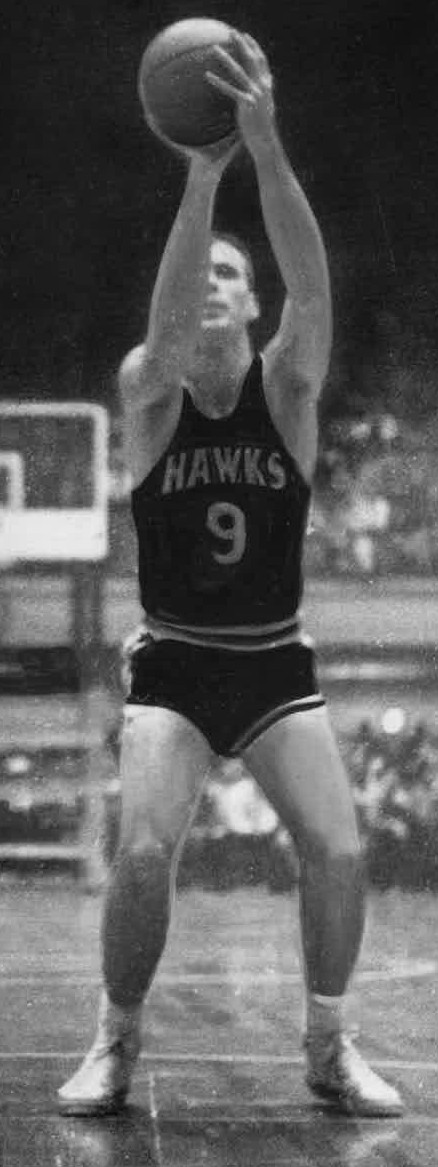
Pettit como membro dos Hawks

Depois de perder 30 jogos devido a lesões, Pettit encerrou sua carreira em 1965 ainda perto do auge. Ele foi o primeiro jogador da NBA a ultrapassar a marca de 20.000 pontos (20.880 com uma média de 26,4). Dos 20.880 pontos que ele marcou na NBA, 6.182 deles (quase 30%) vieram de lances livres. Seus 12.849 rebotes eram o segundo maior na história da liga na época em que ele se aposentou, e sua média de 16,2 rebotes por jogo permanece em terceiro, apenas perdendo para Wilt Chamberlain e Bill Russell.
Pettit foi selecionado para o All-Star Game da NBA em cada uma de suas 11 temporadas, foi nomeado dez vezes para o All-NBA First Team e foi nomeado uma vez para o All-NBA Second Team. Pettit ainda detém os dois melhores desempenhos de rebote no NBA All-Star Game, com 26 em 1958 e 27 em 1962, e tem a segunda maior média de pontos do All-Star Game por jogo com 20,4 (atrás apenas de Oscar Robertson).
Pettit teve uma média de pelo menos 20 pontos por jogo e pelo menos 12 rebotes por jogo em cada uma de suas 11 temporadas da NBA. Ele nunca terminou abaixo do sétimo na corrida de pontuação da NBA e nenhum outro jogador aposentado na história da NBA além de Pettit e Alex Groza (que jogou apenas duas temporadas) teve em média mais de 20 pontos por jogo em todas as temporadas que jogaram (nota: Michael Jordan teve uma média de exatamente 20 pontos por jogo em sua última temporada).
Em 1970, ele foi introduzido no Naismith Memorial Basketball Hall of Fame. Pettit foi nomeado para a equipe do 35º aniversário da NBA em 1980 e foi nomeado um dos 50 maiores jogadores da história da NBA em 1996.

## Vida pessoal
Pettit trabalhou no setor bancário em Baton Rouge e Metairie por 23 anos antes de ingressar na consultoria financeira em 1988. Em 2006, ele se aposentou da Equitas Capital Investors, uma empresa de consultoria financeira da qual foi co-fundador.
Ele era casado com sua esposa Carole, falecida em 2010, e tinha três filhos e 10 netos.

## Estatísticas na NBA

### Temporada regular
| Ano      | Time      | PJ  | MPJ  | AP   | LL   | RT   | AS  | PPJ   |
| -------- | --------- | --- | ---- | ---- | ---- | ---- | --- | ----- |
| 1954–55  | Milwaukee | 72  | 36.9 | .407 | .751 | 13.8 | 3.2 | 20.4  |
| 1955–56  | St. Louis | 72  | 38.8 | .429 | .736 | 16.2 | 2.6 | 25.7* |
| 1956–57  | St. Louis | 71  | 35.1 | .415 | .773 | 14.6 | 1.9 | 24.7  |
| 1957–58† | St. Louis | 70  | 36.1 | .410 | .749 | 17.4 | 2.2 | 24.6  |
| 1958–59  | St. Louis | 72  | 39.9 | .438 | .759 | 16.4 | 3.1 | 29.2* |
| 1959–60  | St. Louis | 72  | 40.2 | .438 | .753 | 17.0 | 3.6 | 26.1  |
| 1960–61  | St. Louis | 76  | 39.8 | .447 | .724 | 20.3 | 3.4 | 27.9  |
| 1961–62  | St. Louis | 78  | 42.1 | .450 | .771 | 18.7 | 3.7 | 31.1  |
| 1962–63  | St. Louis | 79  | 39.1 | .446 | .774 | 15.1 | 3.1 | 28.4  |
| 1963–64  | St. Louis | 80  | 41.2 | .463 | .789 | 15.3 | 3.2 | 27.4  |
| 1964–65  | St. Louis | 50  | 35.1 | .429 | .820 | 12.4 | 2.6 | 22.5  |
| Carreira | Carreira  | 792 | 38.8 | .436 | .761 | 16.2 | 3.0 | 26.4  |

### Playoffs
| Ano      | Time      | PJ | MPJ  | AP   | LL   | RT   | AS  | PPJ  |
| -------- | --------- | -- | ---- | ---- | ---- | ---- | --- | ---- |
| 1956     | St. Louis | 8  | 34.3 | .367 | .843 | 10.5 | 2.3 | 19.1 |
| 1957     | St. Louis | 10 | 43.0 | .414 | .767 | 16.8 | 2.5 | 29.8 |
| 1958†    | St. Louis | 11 | 39.1 | .391 | .729 | 16.5 | 1.8 | 24.2 |
| 1959     | St. Louis | 6  | 42.8 | .423 | .785 | 12.5 | 2.3 | 27.8 |
| 1960     | St. Louis | 14 | 41.1 | .442 | .754 | 15.8 | 3.7 | 26.1 |
| 1961     | St. Louis | 12 | 43.8 | .412 | .757 | 17.6 | 3.2 | 28.6 |
| 1963     | St. Louis | 11 | 42.1 | .459 | .778 | 15.1 | 3.0 | 31.8 |
| 1964     | St. Louis | 12 | 41.2 | .412 | .835 | 14.5 | 2.8 | 21.0 |
| 1965     | St. Louis | 4  | 23.8 | .366 | .800 | 6.0  | 2.0 | 11.5 |
| Carreira | Carreira  | 88 | 40.3 | .418 | .774 | 14.8 | 2.7 | 25.5 |

Fonte: